# Wild-Eyed Southern Boys
Albums de .38 Special
Rockin' into the Night
(1980) Special Forces
(1982)
Singles
1. Hold On Loosely
Sortie : février 1981
2. Fantasy Girl
Sortie : juin 1981
3. Wild-Eyed Southern Boys
Sortie : 1981
4. First Time Around
Sortie : 1981

Wild-Eyed Southern Boys est le quatrième album du groupe de rock américain .38 Special. Il fut publié en mai 1981 sur le label A&M records et produit par Rodney Mills. Il fut certifié disque de platine par la RIAA le 4 février 1981.

## Liste des titres
Face 1
| No | Titre                   | Auteur                                         | Durée |
| -- | ----------------------- | ---------------------------------------------- | ----- |
| 1. | Hold On Loosely         | Don Barnes, Jeff Carlisi, Jim Peterik          | 4:39  |
| 2. | First Time Around       | Barnes, Donnie Van Zant, Carlisi, Larry Steele | 3:59  |
| 3. | Wild-Eyed Southern Boys | Peterik                                        | 4:18  |
| 4. | Back Alley Sally        | Carlisi, D. Van Zant                           | 3:11  |
| 5. | Fantasy Girl            | Carlisi, Peterik                               | 4:06  |

Face 2
| No | Titre               | Auteur                       | Durée |
| -- | ------------------- | ---------------------------- | ----- |
| 1. | Hittin' and Runnin' | Barnes, Peterik              | 4:55  |
| 2. | Honky Tonk Dancer   | Barnes, D. Van Zant, Steele  | 4:59  |
| 3. | Throw Out the Line  | Barnes, D. Van Zant, Carlisi | 3:45  |
| 4. | Bring It On         | Carlisi, D. Van Zant, Steele | 5:38  |

## Musiciens
.38 Special
- Don Barnes : guitares, piano, chant
- Steve Brookins : batterie
- Jeff Carlisi : guitares
- Jack Grondin : batterie
- Larry Junstrom : basse
- Donnie Van Zant : chant

Musiciens additionnels
- Steve McRay: piano sur Hittin' and Runnin, Honky Tonk Dancer et Back Alley Sally
- Carol Veto: chœurs

## Charts et certifications
| Pays       | Durée du classement | Meilleur classement |
| ---------- | ------------------- | ------------------- |
| États-Unis | 57 semaines         | 18e                 |
| Canada     | 16 semaines         | 23e                 |

| Date | Chart                  | Titre       | Classement |
| ---- | ---------------------- | ----------- | ---------- |
| 1981 | Hold On Loosely        | Hot 100     | 27e        |
| 1981 | Mainstream Rock Tracks | 3e          |            |
| 1981 | RPM Top Singles        | 32e         |            |
| 1981 | Fantasy Girl           | Hot 100     | 52e        |
| 1981 | Fantasy Girl           | Rock Tracks | 30e        |

| Pays       | Certification | Ventes      | Date       |
| ---------- | ------------- | ----------- | ---------- |
| États-Unis | Platine       | 1 000 000 + | 24/02/1982 |